# Midnattsloppet
Midnattsloppet är en löptävling som arrangeras i Stockholm, Göteborg, Malmö och Helsingfors av Midnattsloppet Nordic AB, ett helägt dotterbolag till Hammarby IF friidrott. 2014 blev Midnattsloppet i Stockholm Europas största tiokilometerslopp med 41 500 anmälda deltagare.

### Vinnare

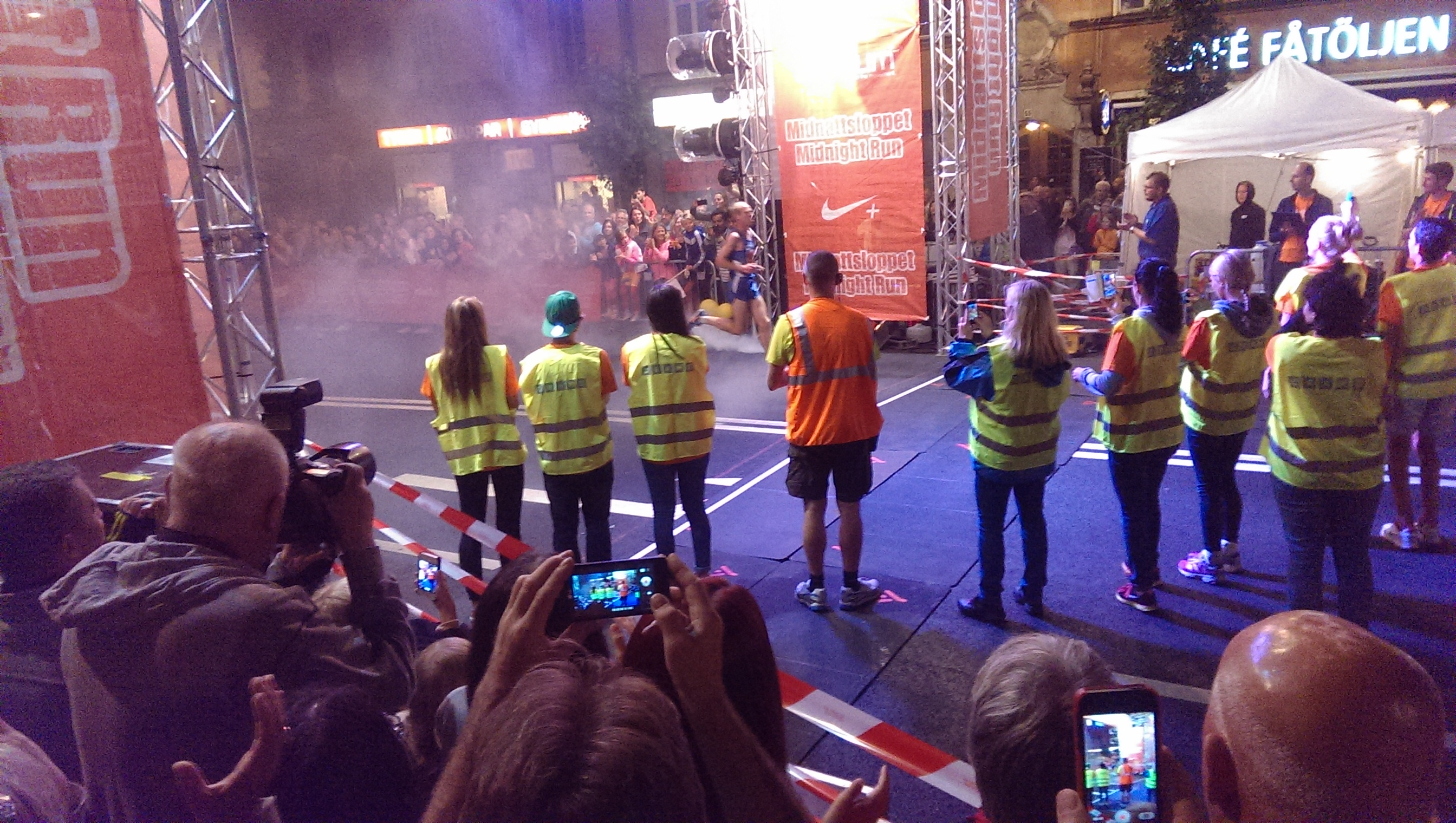
Midnattsloppet 2013:s vinnare Olle Wallerängs målgång i Stockholm.

## Stockholm

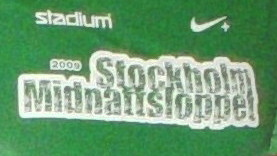
Midnattsloppet i Stockholm.

Det första midnattsloppet ägde rum på Södermalm i Stockholm 1982 och har sedan dess arrangerats varje år. Loppets längd varierade mellan åren fram till 1995 när distansen bestämdes slutgiltigt till 10 000 meter. Loppet är sedan ett antal år tillbaka också kontrollmätt av legitimerad banmätare. Loppet går en lördag i början av augusti varje år. Sedan 2011 startar första startgruppen 21:30, tidigare år gick första start 22:00.
För de yngre äger Lilla midnattsloppet rum samma kväll kl 20:00. Den började som Middagsloppet år 1990 och flyttades först året därpå till kvällen.
Sedan 2017 äger även Glada Midnattsloppet rum som är för alla med en kognitiv funktionsnedsättning. Loppet delas in i tre olika klasser som är löpande, rullande utan assistent och rullande med assistent. Banan är 1980 meter lång och start är utanför Zinkensdamms IP och målgång på Hornsgatan.
Start för Midnattsloppet i Stockholm är sedan 1991 vid Zinkensdamms IP och Ringvägen söderut, målgång är på Hornsgatan västerut i höjd med Rosenlundsgatan.
Från och med 2004 samarrangeras Midnattsloppet med Riddarfjärdssimningen som går samma dag, båda tävlingar ingår i Stockholm 2atlon.
År 2010 gick loppet i ovanligt hög värme och luftfuktighet. Två löpare avled i samband med loppet. En 26-åring föll ihop vid loppets målgång nära Zinkensdamms IP och en man i 50-årsåldern klarade inte den branta backen på väg upp mot Sofia kyrka. Han fick hjärtstillestånd och var avliden när han kom in med ambulans till Södersjukhuset. Flera löpare fick åka till akuten på grund av uttorkning.
2014 blev Midnattsloppet i Stockholm Europas största tiokilometerslopp med 41 500 anmälda deltagare.

### Deltagarstatistik[4]
| År   | Antal anmälda deltagare | antal anmälda stora loppet | fullföljande stora loppet | fullföljande lilla loppet |
| ---- | ----------------------- | -------------------------- | ------------------------- | ------------------------- |
| 2014 | 41 500                  |                            |                           |                           |
| 2013 | 35 500                  |                            |                           |                           |
| 2012 | 30 000                  |                            |                           |                           |
| 2011 | 29 000                  | 24 435                     | 18 975                    |                           |
| 2010 | 21 000                  |                            | 16 135                    |                           |
| 2009 | 21 000                  |                            | 16 268                    |                           |
| 2008 | 19 200                  |                            | 15 071                    |                           |
| 2007 | 18 186                  | 16 934                     | 13 446                    |                           |
| 2006 | ~16 000                 |                            |                           |                           |
| 2005 | ~12 900                 |                            |                           |                           |
| 2004 | ~12 000                 |                            |                           |                           |
| 2003 | ~14 000                 |                            |                           |                           |
| 2002 |                         |                            | ~11 400                   |                           |
| 2001 |                         |                            | 11 504                    | 1 417                     |
| 2000 |                         |                            | 11 459                    | 1 476                     |
| 1999 |                         |                            | 11 780                    |                           |
| 1998 |                         |                            |                           |                           |
| 1997 |                         |                            | ~12 000                   | 1 272                     |
| 1996 |                         | 16 500                     | 12 406                    | 1 130                     |
| 1995 |                         |                            | 15 000                    | 1 064                     |
| 1994 |                         |                            | 11 263                    | 966                       |
| 1993 | 11 245                  |                            |                           | 827                       |
| 1992 |                         |                            | 11 181                    |                           |
| 1991 |                         |                            | 10 656                    |                           |
| 1990 |                         |                            | ~9 500                    | ~200                      |
| 1989 |                         |                            | ~10 000                   | —                         |
| 1988 |                         |                            | ~8 500                    | —                         |
| 1987 |                         |                            | ~7 000                    | —                         |
| 1986 |                         |                            | ~7 218                    | —                         |
| 1985 | ~6 000                  |                            |                           | —                         |
| 1984 |                         |                            | ~4 100                    | —                         |
| 1983 |                         |                            | ~3 500                    | —                         |
| 1982 |                         |                            | 2 852                     | —                         |

### Vinnare[10]
| År   | herrar                 | tid   | kvinnor             | tid   |
| ---- | ---------------------- | ----- | ------------------- | ----- |
| 2015 | Olle Walleräng         | 29:56 | Roman Mengistu      | 33:57 |
| 2014 | William Morwabe        | 30:30 | Jacinta Wanjohi     | 34:42 |
| 2013 | Olle Walleräng         | 30:07 | Frida Lundén        | 36:02 |
| 2012 | Ababa Lama             | 30:15 | Frida Lundén        | 36:14 |
| 2011 | Haben Idris            | 31:08 | Jeri Emuru          | 33:55 |
| 2010 | Jussi Utriainen        | 30:22 | Susanne Grimfors    | 35:06 |
| 2009 | Japhet Kipkorir        | 29:48 | Isabellah Andersson | 33:35 |
| 2008 | Henrik Skoog           | 29:39 | Lisa Blommé         | 34:01 |
| 2007 | Abdallah Lamghari      | 30:01 | Isabellah Andersson | 34:26 |
| 2006 | Elijah Embogo          | 29:29 | Ida Nilsson         | 33:53 |
| 2005 | Patrick Kiplimo Koeach | 30:21 | Christin Johansson  | 35:15 |
| 2004 | Erik Sjökvist          | 29:47 | Anna Rahm           | 35:06 |
| 2003 | Martin Ojuko           | 29:49 | Heléne Willix       | 35:28 |
| 2002 | Sammy Tum              | 28:53 | Janet Ongera        | 33:29 |
| 2001 | John Rotich            | 28:57 | Bente Landöy        | 33:58 |
| 2000 | Karl-Johan Rasmussen   | 29:58 | Zakia Mrisho        | 34:32 |
| 1999 | Jumanne Tluway         | 28:53 | Karin Ernström      | 34:44 |
| 1998 | Martin Ojuku           | 28:39 | Heléne Willix       | 33:50 |
| 1997 | Martin Ojuku           | 29:06 | Grace Chefet        | 34:47 |
| 1996 | Ergobert Robert Naali  | 29:01 | Elin Moqvist        | 33:51 |
| 1995 | Sammy Maritin          | 28:21 | Sara Romé           | 33:29 |
| 1994 | Zacharia Gwandu        | 28:11 | Desanka Sourkova    | 33:07 |

## Göteborg
År 2008 arrangerades Midnattsloppet för första gången även i Göteborg. Start och mål var på Södra Vägen vid Hedens sydvästra hörn och banan gick genom stadens centrala delar. Drygt 7 000 löpare sprang de 10 000 meterna detta första år. Året därpå gick starten på Sten Sturegatan, med målgång inne på Heden. Loppet har sedan dess varit årligen återkommande. Från 2011 utgår loppet från Slottsskogen och går i Linnéstaden. År 2012 var det 10535 fullföljande, varav 48 % kvinnor.

### Vinnare[11]
| År   | herrar           | tid   | kvinnor              | tid   |
| ---- | ---------------- | ----- | -------------------- | ----- |
| 2014 | William Morwabe  | 30:16 | Ayantu Abera Demisse | 35:07 |
| 2013 | Musael Temesghen | 30:07 | Karin Nilsson        | 38:26 |
| 2012 | Johan Larsson    | 30:52 | Hanna Karlsson       | 36:31 |
| 2011 | Laban Siro       | 31:17 | Jenny Jansson        | 36:11 |
| 2010 | Laban Siro       | 32:30 | Jorunn Rekkedal      | 37:02 |
| 2009 | Japhet Kipkorir  | 29:45 | Ida Nilsson          | 34:46 |
| 2008 | Japhet Kipkorir  | 29:46 | Christine Johansson  | 36:33 |

## Köpenhamn
Midnattsloppet arrangerades i Frederiksberg i Köpenhamn åren 2009 och 2010. Därefter har inget mer Midnattslopp arrangerats i Danmark.

## Malmö
Midnattsloppet arrangerades för första gången i Malmö 2013. Loppet gick i centrala staden och blev fulltecknat med 5300 anmälda deltagare.

## Helsingfors
2010 arrangerades Midnattsloppet för första gången i Helsingfors som därmed blev fjärde stad och Finland tredje land med ett lopp organiserat av Midnattsloppet Nordic AB. Loppet har även arrangerats åren 2011–2014. Samt 2018-2023. Förutom när det var pandemi.

## Midnattsloppet Nordic AB
Sedan år 2010 står Midnattsloppet Nordic AB som arrangör för Midnattsloppet i Sverige och Finland. Midnattsloppet Nordic AB är ett helägd dotterbolag till Hammarby IF Friidrottsförening. Företaget leds av Lars Eriksson Svensk som verkställande direktör. Midnattsloppet Nordic AB är också delägare i ArenaRun AB som genomför ett hinder- och upplevelselopp inne på Friends Arena varje år i jan/feb.